# Фелиз, Рензи
Рензи Фелиз (англ. Rhenzy Feliz; род. 26 октября 1997, Санта-Моника, Калифорния) — американский актёр доминиканского происхождения, который наиболее известен по роли Алекса Уайлдера в телесериале киновселенной Marvel «Беглецы» и по озвучиванию Камило Мадригала в анимационном фильме Disney 2021 года «Энканто».

## Жизнь и карьера
Фелиз родился в Бронксе у матери-одиночки. Вскоре он переехал и вырос во Флориде. После того, как его мать снова вышла замуж, они переехали в Лос-Анджелес, и он поступил в среднюю школу Санта-Моники, где по своему интересу занимался на драматическом искусстве . Он и его команда стали финалистами конкурса монологов Августа Уилсона 2016 года и программы Spotlight в Музыкальном центре, где он получил признание.
Фелиз исполнил монолог из пьесы «Два поезда идут».
В 2017 году Фелиз получил роль Алекса Уайлдера в телесериале «Беглецы». Он появился в качестве гостя в сериале «Кевин спасёт мир. Если получится» в роли Марка, «молодого человека, который покинул дом в поисках приключений».
В 2021 году Фелиз озвучил персонажа Камило Мадригала в анимационном фильме Disney «Энканто».
В 2024 году Фелиз сыграл роль Виктора Агилара, проблемного юноши, в сериале HBO Max «Пингвин», в котором он снимался вместе с Колином Фарреллом.

## Фильмография
| Год       |    | Русское название                 | Оригинальное название            | Роль             |
| --------- | -- | -------------------------------- | -------------------------------- | ---------------- |
| 2016      | с  | Без обязательств                 | Casual                           | Спенсер          |
| 2017      | с  | Волчонок                         | American Horror Story            | Аарон            |
| 2017—2019 | с  | Беглецы                          | Runaways                         | Алекс Уайлдер    |
| 2018      | с  | Кевин спасёт мир. Если получится | Kevin (Probably) Saves the World | Марк             |
| 2020      | ф  | Теперь мы вместе                 | All Together Now                 | Тай              |
| 2021      | мф | Энканто                          | Encanto                          | Камило Мадригаль |
| 2021      | ф  | Нежный бар                       | The Tender Bar                   | Уэсли            |
| 2021      | с  | Американские истории ужасов      | American Horror Stories          | Чед              |
| 2024      | с  | Пингвин                          | The Penguin                      | Виктор Агилар    |